# 五寨乡
五寨乡是中国福建省漳州市平和县下辖的一个乡。
五寨位于平和县东南，与漳浦县毗邻，西与云霄县交界，牛旧线贯穿而过，是闽西北与沿海开放地区的交通要道。距平和县城27公里，漳浦县城26公里。总面积92平方公里，耕地15716亩，农地2733亩，山地10.53万亩。现辖9个村委会，1个国有农场，45个自然村，95个村民小组，人口约两万。
五寨乡鎮為閩南語區。林氏最多，源於漳浦；莊氏次之，源於永春州，少有他姓。其中埔坪村林氏的臺灣後裔，為著名之霧峰林家。

## 名字由来
相传古时代五寨是以当地五个较强大势力土著人所占，分别在五个地形隘要地建有五个小山寨分别为:高寨、军寨、赤寨、罗寨、福寨五个垄形山寨，故名五寨（1958年置五寨公社，1984年改乡）。他们各据一方，抢掠为生，姓氏繁多，社会制度混乱，处于你争我夺的乱世之中，百姓民不聊生。宋太平兴国三年(公元978年)，明皇帝派朝内臣韩愈镇守雍州城(五寨原称)，即今关帝庙后旧城址(旧城址尚存)，在城前部建一小庙屋，带来山西关圣夫子香火一束和神符压贴于小庙屋内。由于大兵压境，香火神符作用，自此后五个山寨主纷纷投诚，改邪归正，百姓安居乐业，过着太平日子，百姓为庆贺太平日子，于1403年扩建，将原雍州城改名为“三窖堡”，清宣统巳酉年(1909年)由当地村民林绥丰、庄如陵等人发动村民再次修建完善，并将“三窖堡”改名为“五寨三宗关帝庙”(抗战时期五南区苏维埃政府旧址)。

## 行政区划
五寨乡共辖9个行政村，分别是：
优美村、新塘村、侯门村、联盟村、前岭村、埔坪村、寨河村、新美村和高峰村。

## 人物
五寨乡埔坪村是雾峰林家的祖籍地。

## 名胜
- 龙须硿：位于侯门村浦口内湖水库，一段长约2000米的河床裸露的河流中分布有石臼群。
- 三宗庙：原五南区苏维埃政府旧址。
- 克拉克瓷窑址

1. ↑  . 中华人民共和国国家统计局. 2023 （中文（中国大陆））.[]